# Ian Whittaker
Ian Whittaker (London, 1928. július 13. – 2022. október 16.) Oscar-díjas brit jelmez- és díszlettervező. A megtisztelő elismerést a Szellem a házban című filmért vehette át. További jelentős filmjei: A nyolcadik utas: a Halál, Hegylakó, Napok romjai, és Anna és a király.

## Filmjei
| Év   | Eredeti cím                     | Magyar cím                             | Rendező             |
| ---- | ------------------------------- | -------------------------------------- | ------------------- |
| 1965 | Having a Wild Weekend           |                                        | John Boorman        |
| 1967 | Our Mother’s House              | Anyánk háza                            | Jack Clayton        |
| 1974 | Swallows and Amazons            |                                        | Claude Whatham      |
| 1976 | Sky Riders                      |                                        | Douglas Hickox      |
| 1979 | Alien                           | A nyolcadik utas: a Halál              | Ridley Scott        |
| 1979 | Cuba                            | Kuba                                   | Richard Lester      |
| 1979 | Hanover Street                  | Hanover Street                         | Peter Hyams         |
| 1980 | The Watcher in the Woods        |                                        | John Hough          |
| 1981 | Dragonslayer                    | A sárkányölő                           | Matthew Robbins     |
| 1984 | The Razor's Edge                | Borotvaélen                            | John Byrum          |
| 1985 | Bad Medicine                    | Dokiakadémia                           | Harvey Miller       |
| 1986 | Highlander                      | Hegylakó                               | Russell Mulcahy     |
| 1986 | Under the Cherry Moon           | A telihold alatt                       | Prince              |
| 1988 | Without a Clue                  | Sherlock és én                         | Thom Eberhardt      |
| 1992 | Howards End                     | Szellem a házban                       | James Ivory         |
| 1993 | The Remains of the Day          | Napok romjai                           | James Ivory         |
| 1994 | Gunmen                          | Fenegyerekek                           | Deran Sarafian      |
| 1994 | Only You                        | Only You                               | Norman Jewison      |
| 1995 | Victory                         | Győzelem                               | Mark Peploe         |
| 1995 | Sense and Sensibility           | Értelem és érzelem                     | Ang Lee             |
| 1998 | Dangerous Beauty                | A velencei kurtizán                    | Marshall Herskovitz |
| 1999 | Anna and the King               | Anna és a király                       | Andy Tennant        |
| 1999 | A Midsummer Night's Dream       | Szentivánéji álom                      | Michael Hoffman     |
| 2002 | The Importance of Being Earnest | Bunbury, avagy jó, ha szilárd az ember | Oliver Parker       |
| 2002 | Possession                      | Költői szerelem                        | Neil LaBute         |
| 2004 | Being Julia                     | Csodálatos Júlia                       | Szabó István        |
| 2006 | Fade to Black                   |                                        | Oliver Parker       |
| 2008 | Mirrors                         | Tükrök                                 | Alexandre Aja       |
| 2009 | From Time to Time               |                                        | Julian Fellowes     |

## Díjak és jelölések
Ian Whittaker nyert Oscar-díjat, valamint még háromszor jelölték rá.
Oscar-díj
- 1980 – Jelölés a legjobb látványtervezésért (Alien)
- 1993 – Díj a legjobb látványtervezésért (Szellem a házban)
- 1994 – Jelölés a legjobb látványtervezésért (Napok romjai)
- 2000 – Jelölés a legjobb látványtervezésért (Annak és a király)